# Kunstwerkstatt Lienz
Die Kunstwerkstatt Lienz ist eine Einrichtung der Lebenshilfe Tirol, die einerseits für verschiedene Künstlerinnen und Künstler mit Behinderungen oder Beeinträchtigungen Arbeits- und Ausstellungsmöglichkeiten bietet, aber andererseits eine Kunstgalerie ist, die ausgehend vom Schwerpunkt Osttirol auch österreichweite und internationale Kunstkontakte pflegt und präsentiert.

## Geschichte
Lienz war schon seit dem 19. Jahrhundert ein Zentrum, von dem aus nicht nur die Volkskunst mit ihren Schnitzereien und Skulpturen, sondern auch die moderne Malerei durch Osttiroler Künstler wie Albin Egger-Lienz und Franz Defregger wesentliche Impulse erhielt. Ausstellungsräume in der Stadt waren zuerst Kirchen und Schlösser (wie das Schloss Bruck (Lienz)), später Banken und auch Galerien, wie die Galerie Thaddaeus Ropac in ihren Anfangsjahren 1983–1985, aber vor allem die „Städtische Galerie Lienz“ (1964–2003). Die Kunstwerkstatt Lienz wurde seit Schließung letzterer zur wesentlichen Kunstgalerie Osttirols.
Die Kunstwerkstatt Lienz wurde 1983 als Einrichtung der Lebenshilfe Tirol als sog. „Tagesstruktur“ für deren Klienten gegründet und bezog 1996 neu errichtete Räumlichkeiten (in der Mühlgasse, Lienz), der dort auch eine Galerie angegliedert wurde. Die Galerie wurde 2014–2015 umgebaut und erweitert.
Die Kunstwerkstatt Lienz und Arbeiten ihrer Künstlerinnen und Künstler waren 1997 auch Teil der Documenta X, Kassel, als Teil der Präsentation von Christine und Irene Hohenbüchler, die damals wie heute bewusst auch mit behinderten oder beeinträchtigten Künstlerinnen und Künstlern arbeiteten.
Neben Malereien und Skulpturen werden/wurden in Einzel- und Gruppenausstellungen auch immer wieder Fotoarbeiten gezeigt. Dabei werden auch internationale Fotografinnen und Fotografen ausgestellt, die als Artists in Residence für eine gewisse Zeit in Osttirol leben und arbeiten. Im Jahr 2022 präsentierten in diesem Rahmen Maidje Meergans und Lena Maria Loose, Absolventinnen der Berliner Ostkreuzschule für Fotografie, die Ausstellung „Ich suche den Blick hinein in mein Tal“.
Die Kunstwerkstatt Lienz wurde seit Gründung 1983 bis 1997 von Kurt Baluch geführt; seit 1998 leitet der Kunsthistoriker Rudolf Ingruber Werkstatt und Galerie.

## Ausstellungen

### Ausstellungen „externer“ Künstler in der Kunstwerkstatt (Auswahl)
- 2024 Michael Hedwig: Transfiguration (Malerei, Solo)[5].
- 2023 Peter Niedertscheider: Raumteiler (Bildhauerei, Solo).
- 2023 Fritz Ruprechter (Bilder, Solo).[6]
- 2023 Othmar Eder: Früher Mittag – Meio Dia: Lissabon (Grafik, Fotografie, Solo).[7]
- 2022 Maidje Meergans und Lena Maria Loose: „Ich suche den Blick hinein in mein Tal“ (Fotografie)[4]
- 2019 Anton Baumgartner: Köpfe (Skulpturen, Solo)[8].
- 2017 Helmut Tezak (Fotografie, Solo)[9]
- 2017 Sabine Groschup und Paul Albert Leitner: „Two Sophisticated Austrian Artists in Self-Portraits“ (Fotografie)[10]
- 2016 Lois Salcher: „Summertime“ (Bilder, Solo).
- 2013 Heimspiel (Gruppenausstellung, div. Techniken)[11].
- 2012 Zita Oberwalder: „Foreshadowing. The Ovid Project“ (Fotocollagen, Solo).
- 2005 Maria Bußmann: „We agreed on green“ (mit Othmar Eder, Zeichnungen)[12]
- 2001 Lois Salcher: „Zeichnungen“ (Bilder, Solo)[13]
- 1999 Regula Dettwiler: „Florilegium“ (Malerei, Solo).
- 1998 Walter Moroder: „Gegenüber“ (Holzskulpturen. Solo).

### Ausstellungen mit/von Künstlern der Kunstwerkstatt (Auswahl)
- 1989/1990 Ausgesetzt auf den Bergen des Herzens, Heidelberg (Pädagogische Hochschule); Innsbruck (Galerie im Taxispalais); Lienz (Städtische Galerie): Gruppenausstellung, mit Leiko Ikemura, Elmar Trenkwalder u. a., sowie mit Günther Steiner (Kunstwerkstatt Lienz).
- 1990 – 1996 „Herbar“ 1 – 11 (Ausstellungen/Ausstellungsbeteiligungen, gestaltet von oder mit Beteiligung von Christine und Irene Hohenbüchler, alle jew. zusammen mit Künstlern der Kunstwerkstatt Lienz): (a) „Hedendaags Fin de Siècle“ (= „Herbar“ 1: Stadsgalerij Heerlen 1990); (b) „Multi-Multiple“ (= „Herbar“ 2: Jan van Eyck Academie, Maastricht 1990); (c) „Korrespondenz 1991“ (= „Herbar“ 3: Tiroler Landesmuseum Ferdinandeum 1991; (d) „Junge Kunst aus Österreich“ (= „Herbar“ 4: Kunstverein Hamburg); (e) „Verbotene Verbindungen, zweifelhafte Beziehungen“ (= „Herbar“ 5: Internationaal Cultureel Centrum (ICC) Antwerpen) 1991; (e) „Art-Twins. Das Andere im Anderen“, (= „Herbar“ 6: Kunsthalle Luzern, 1992); „Zeitschnitte: Aktuelle Kunst aus Österreich“ (= „Herbar“ 7: Messepalast Wien, 1992); (f) „Save Optic Samples“ (= „Herbar“ 8: Mediale Hamburg, 1993); (g) „Lost paradise“ (= „Herbar“ 9: Kunstraum Wien, 1994); „Wild Walls“ (= „Herbar“ 10: Stedelijk Museum Amsterdam, 1995); (h) „balance.akte 96“ (= „Herbar“ 11: Kunsthalle Krems, 1996).[14]
- 1997 Multiple Autorenschaft – Christine und Irene Hohenbüchler & Kunstwerkstatt Lienz, Documenta X, Kassel (Ausstellungsprojekt mit Künstlern der Kunstwerkstatt Lienz)[15]
- 2005 Mauern, Landart-Projekt von Peter Matthias Pflug mit Künstlern der Kunstwerkstatt Lienz: Elfriede Skramovsky, Thomas Baumgartner, Clemens Erlsbacher und Gerwin Farcher, im Rahmen der Tiroler Landesausstellung 2005: „Die Zukunft der Natur“, im Salzlager Hall in Tirol[16]
- 2007 Computergrafiken von Günther Steiner: „Der Konzern“, Kunsthalle Wien[17]